# Azilien
L'Azilien est une culture archéologique de l'Épipaléolithique d'Europe de l'Ouest. Elle a été définie initialement par Édouard Piette en 1889 à partir des industries découvertes dans la grotte du Mas-d'Azil, en Ariège. Dans ce gisement, des couches à nombreux galets peints et à harpons plats s'intercalent entre les niveaux du Magdalénien et du Mésolithique.

## Chronologie
L'Azilien commence vers 14 000 ans avant le présent (AP). Il chevauche l'interstade frais de l'Alleröd et, à partir de 12 900 ans AP, la dernière phase glaciaire du Dryas récent. En début de période, le renne commence à céder la place au cerf. Les bois de cerf sont utilisés pour réaliser les harpons plats, souvent grossiers et perforés d'une entaille allongée à la base.

## Industrie lithique
L'Azilien ancien se caractérise notamment par une nette augmentation des pointes à dos ; les burins diminuent au profit des grattoirs courts, et les lames montrent un débitage encore assez soigné et calibré. 

L'Azilien récent est marqué par des supports débités peu standardisés, des armatures calibrées par les retouches, de nombreuses pointes à dos et de rares burins,,,,,,,,.
Contrairement aux assertions de Piette (1895) et Breuil (1912), le harpon perforé n'est pas un marqueur absolu.
Les pointes à dos sont obtenues par retouche abrupte[réf. nécessaire]. En forme de lames de canif (comme décrit par Édouard Piette), ces pièces sont connues depuis comme pointes aziliennes et sont considérées comme des pointes d'armes de jet.[réf. nécessaire]

## Extension géographique
Le manque de précision de la définition initiale a conduit les préhistoriens de différents pays à reconnaitre des industries aziliennes dans de nombreux contextes différents de l'Espagne cantabrique à la Suisse, l'Écosse (Obanien), l'Italie (Romanellien), les Pays-Bas (Tjongérien), la Roumanie (Clisurien) et la Crimée (culture de Shan Koba).
L'Azilien est plus ou moins contemporain de la culture Federmesser d'Europe du Nord. Ces industries, datées d'environ 14 000 à 11 600 ans AP, présentent des points communs (galets peints ou gravés), mais certaines variantes locales ont reçu des noms spécifiques ou sont simplement qualifiées d'épipaléolithiques.

### Quelques sites
Le Mas-d'Azil (site de référence, Ariège), le Bois Ragot (Gouex, Vienne), la Tourasse (Saint-Martory, Haute-Garonne), les Scilles et Gouërris (Lespugue, Haute-Garonne), Les Chaloignes (Mozé-sur-Louet, Maine-et-Loire), 
le Bichon et site de Monruz à Neuchâtel (canton de Neuchâtel, Suisse), Hauterive-Champréveyres (lac de Neuchâtel, Suisse)…

## Art azilien
L'art azilien a longtemps été considéré comme caractérisé par l'abandon du dessin figuratif au profit de l'abstraction, mais une plaque datée d'environ 12 000 ans AP découverte à Angoulême, gravée de quatre dessins d'animaux superposés (dont l'un entouré des rayons caractéristiques de l'art azilien), atteste la continuité avec l'art magdalénien.

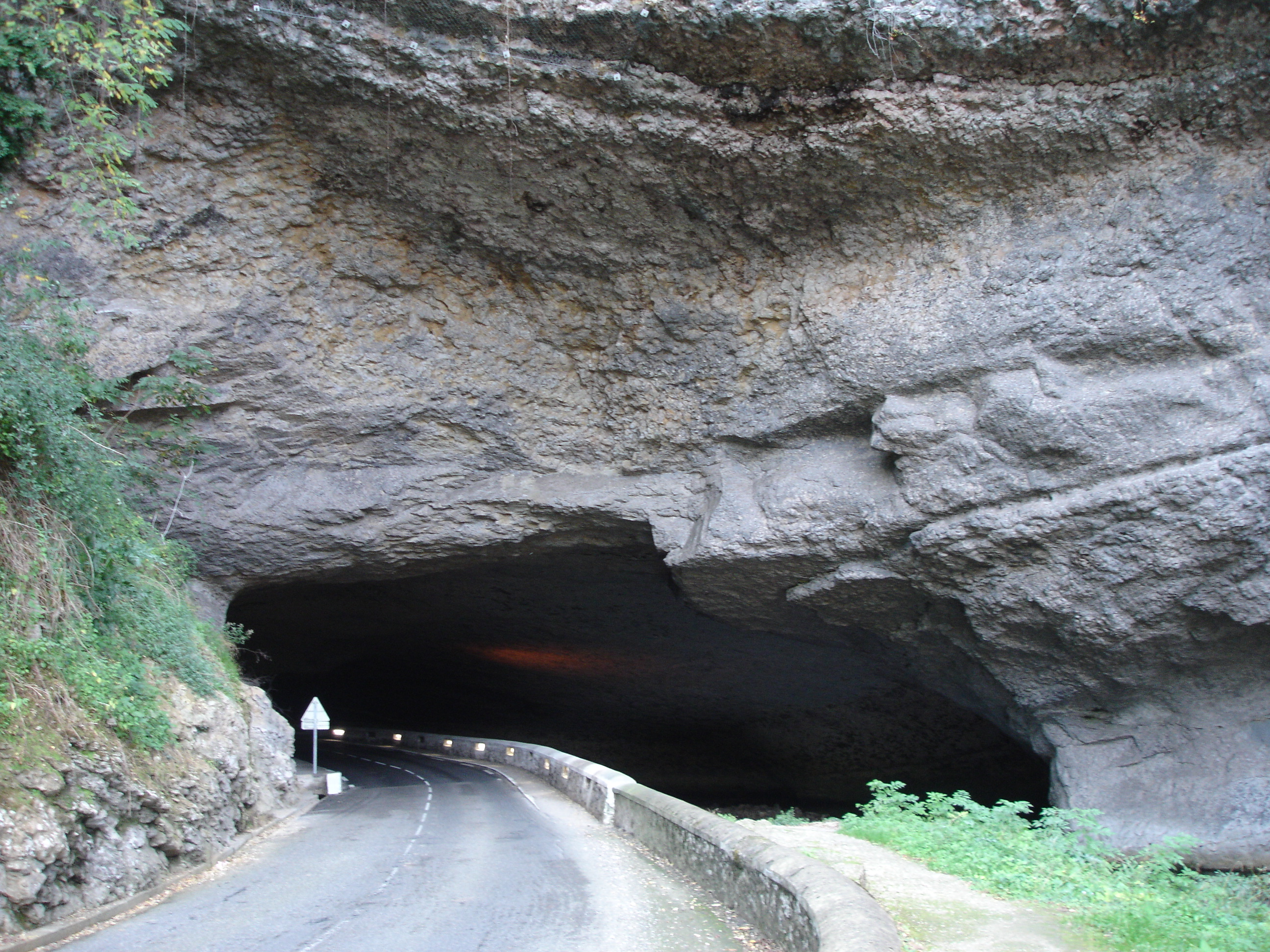
Entrée Nord de la grotte du Mas-d'Azil.
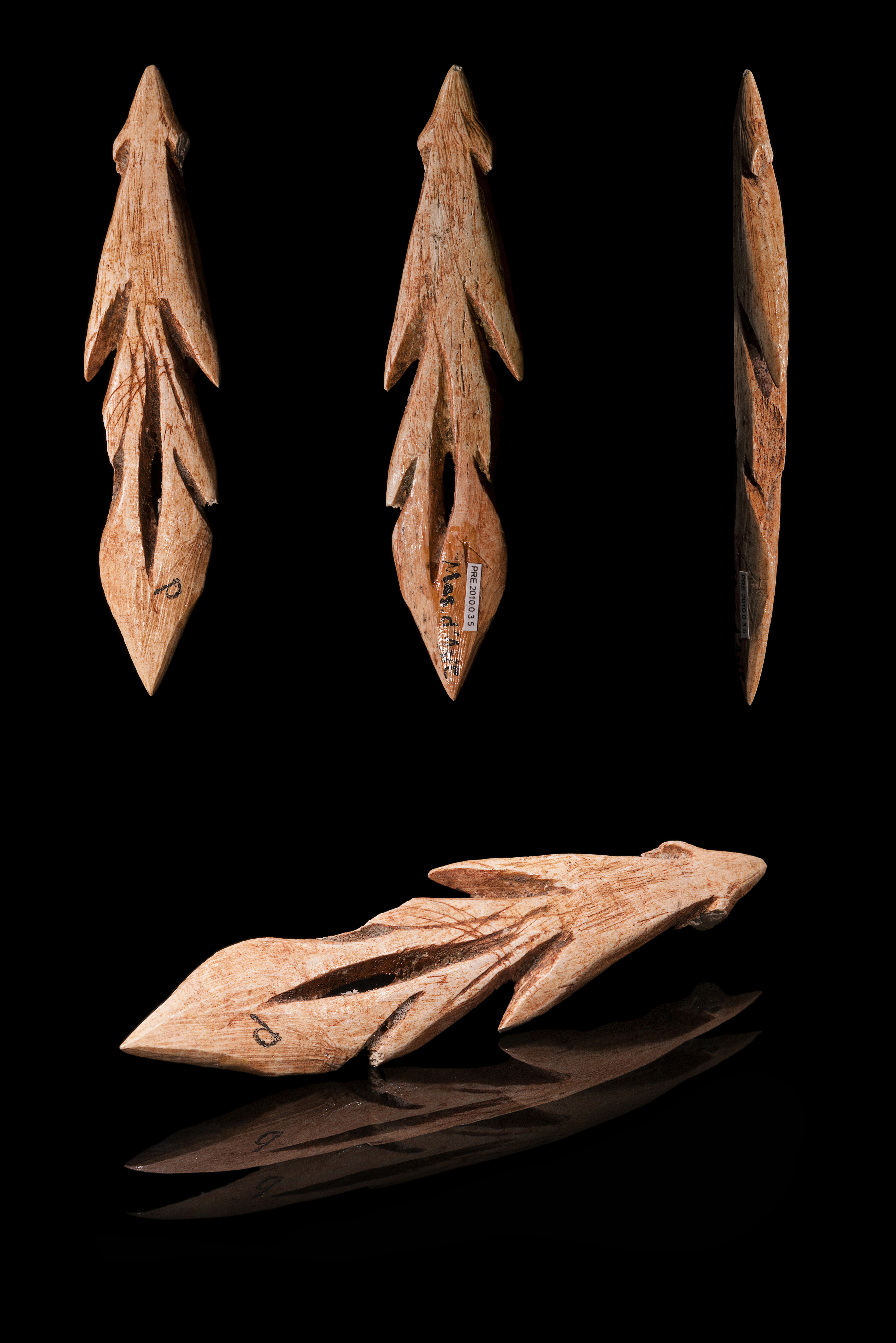
Harpon – Le Mas d'Azil – Muséum de Toulouse.
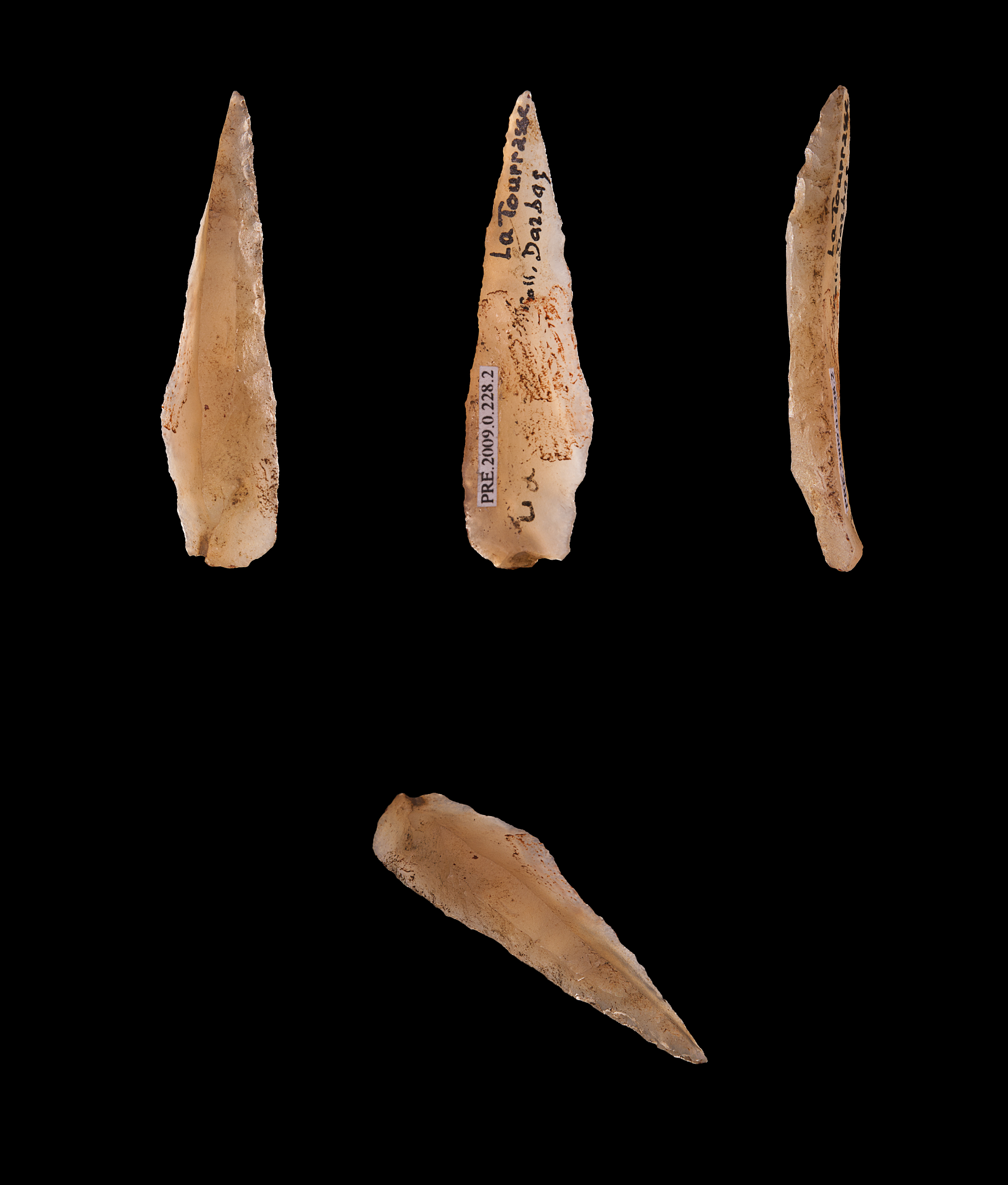
Pointe azilienne - grotte de la Tourasse – Muséum de Toulouse.

## Population et génétique
En dépit d'une continuité technologique considérable avec le Magdalénien final, l'Azilien semble lié à un renouvellement génétique à grande échelle des populations de chasseurs-cueilleurs d'Europe centrale et occidentale dès 14 000 ans AP ainsi que pour le techno-complexe à Federmesser et d'autres groupes du Paléolithique final. Cette ascendance largement distribuée, le « groupe d'Oberkassel » - également connu sous le nom de chasseurs-cueilleurs ouest européens (WHG) - est plus étroitement liée à un individu associé à l'épigravettien du nord-ouest de l'Italie, ce qui suggère que son expansion en Europe continentale pourrait avoir commencé à partir de l'ouest des Alpes.